# The Ripper
The Ripper ist ein US-amerikanischer Horrorfilm, gedreht 1988 von Rowdy Herrington.

## Handlung
Ein Killer ahmt die Morde von Jack the Ripper nach. Die Polizei verdächtigt John Wesford, einen jungen Arzt. Der Arzt wird später ermordet.
Der Zwillingsbruder des Arztes, Rick, sieht den wahren Killer in seinen Albträumen. Er nutzt das so gewonnene Wissen, indem er auf eigene Faust den Mörder sucht.

## Kritiken
Patrick Byrne schrieb im ‚Apollo Guide‘, der Film sei nicht so einfach wie er scheine. Er sei ein psychologischer Thriller, der dank der subtilen Darstellung von James Spader gut funktioniere. Cynthia Gibb habe als einzige Aufgabe, die Augen der Zuschauer zu erfreuen. Byrne lobte die ‚kraftvolle‘ und ‚begabte‘ Regie von Rowdy Herrington.

## Auszeichnungen
James Spader wurde 1990 für den Saturn Award nominiert.

## Erwähnenswertes
Der Horrorfilm wurde in Los Angeles gedreht. Er brachte an den US-Kinokassen rund eine halbe Million Dollar ein.

### Filmkritiken
1. ↑  Patrick Byrne (Memento des Originals vom 10. Oktober 2007 im Internet Archive)  Info: Der Archivlink wurde automatisch eingesetzt und noch nicht geprüft. Bitte prüfe Original- und Archivlink gemäß Anleitung und entferne dann diesen Hinweis.